# Ротшильд, Амшель Майер
Амшель Майер Ротшильд (нем. Amschel Mayer Rothschild; 23 февраля 1773, Франкфурт-на-Майне — 6 декабря 1855, там же) — представитель немецкой ветви финансовой династии Ротшильдов.

## Биография
Он был вторым ребенком и старшим сыном Майера Амшеля Ротшильда (1744–1812), основателя династии. После смерти Майера Амшеля в 1812 году Амшель Майер стал главой банка в Франкфурт-на-Майне, а его братья возглавили банковские дома в Париже, Лондоне, Неаполе и Вене. Так как Амшель Майер умер бездетным, управление банковским домом перешло к его племянникам.
А. М. Ротшильд был пожалован дворянским титулом (Барон) в 1822-м году и использовал приставку «von», дабы подчеркнуть свой новообретённый аристократический статус.